# Repič
Repič je priimek več znanih Slovencev:
- Alenka Repič, prejemnica Čopove diplome
- Alojzij Repič (1866—1941), kipar
- Franc Repič (1904—1946?), kipar
- Franc Repič (1758—1812), pravnik
- Hijacint Repič (1863—1918), rimskokatoliški duhovnik in nabožni pisatelj
- Jaka Repič (*1975), etnolog in pedagog
- Miriam Repič-Lekić (1925—2015), slovensko-srbska kiparka
- Riko Repič (1910—2003), biokemik, gospodarstvenik...
- Tanja Repič Slavič, zakonska in družinska terapevtka, prof. TEOF
- Viktor Repič (1914—1985), politik, diplomat